# Tour der British and Irish Lions nach Australien 2013
| Tour der British and Irish Lions Lions nach Australien 2013 | Tour der British and Irish Lions Lions nach Australien 2013 | Tour der British and Irish Lions Lions nach Australien 2013 | Tour der British and Irish Lions Lions nach Australien 2013 | Tour der British and Irish Lions Lions nach Australien 2013 |
| Übersicht                                                   | S                                                           | G                                                           | U                                                           | N                                                           |
| ----------------------------------------------------------- | ----------------------------------------------------------- | ----------------------------------------------------------- | ----------------------------------------------------------- | ----------------------------------------------------------- |
| Test Matches                                                | 03                                                          | 2                                                           | 0                                                           | 1                                                           |
| Sonstige Spiele                                             | 07                                                          | 6                                                           | 0                                                           | 1                                                           |
| Gesamt                                                      | 10                                                          | 8                                                           | 0                                                           | 2                                                           |
|                                                             |                                                             |                                                             |                                                             |                                                             |
| Australien                                                  | 03                                                          | 2                                                           | 0                                                           | 1                                                           |

Die Tour der British and Irish Lions nach Australien 2013 war eine Tour der Rugby-Union-Auswahlmannschaft British and Irish Lions. Sie reiste von Anfang Juni bis Anfang Juli 2013 durch Australien und bestritt während dieser Zeit zehn Spiele. Darunter waren drei Test Matches gegen die südafrikanische Nationalmannschaft, von denen zwei mit einem Sieg und eines mit einer Niederlage endeten. Auf dem Programm standen auch fünf Begegnungen mit den australischen Super-Rugby-Teams und zwei gegen weitere Auswahlmannschaften. In diesen sieben Zusatzspielen resultierten sechs Siege und eine Niederlage für die Lions.

## Ereignisse
Vor der Ankunft in Australien trugen die Lions das erste Spiel ihrer Tour in Hongkong gegen die Barbarians aus, um das 125-jährige Jubiläum der ersten Lions-Tour zu feiern. Dabei konnten sie einen überlegenen 59:8-Sieg erringen. In Australien folgten vier Begegnungen mit drei Super-League-Mannschaften sowie einer gemeinsamen Auswahl von Spielern aus Queensland und New South Wales, die jeweils mit zum Teil deutlichen Siegen der Lions endeten. Im Spiel gegen die Brumbies aus Canberra mussten sie jedoch eine überraschende 12:14-Niederlage hinnehmen.
Im ersten Test Match gegen die Wallabies am 22. Juni in Brisbane setzten sich die Lions mit 23:21 durch. Australiens Debütant Christian Lealiʻifano musste bereits nach 52 Sekunden ausgewechselt werden, nachdem er bei einem Zweikampf mit Jonathan Davies zu Boden gegangen war. Australien erholte sich von diesem Rückschlag und ging durch einen Versuch von Israel Folau in Führung, auf den George North mit einem Versuch für die Lions reagierte. Kurz vor der Pause brachte Folau die Australier bis auf einen Punkt heran. Nachdem sich mit Berrick Barnes und Pat McCabe zwei australische Verteidiger verletzt hatten, musste Michael Hooper in die Mitte rücken, und Liam Gill nahm seinen Platz in der letzten Reihe ein. Die Lions nutzten die ungewohnte Position Hoopers aus und Alex Cuthbert gelang einen Versuch unter den Pfosten. Mehrere Straftritte ließen die Australier in den letzten fünf Minuten bis auf zwei Punkte an die Lions herankommen, doch es reichte nicht mehr für die Gastgeber, zumal Kurtley Beale zwei weitere Straftritte verschoss.
Nach einem ungefährdeten Sieg über die Melbourne Rebels fand am 29. Juni ebenfalls in Melbourne das zweite Test Match statt. In einem wiederum äußerst engen Spiel setzten sich die Wallabies mit nur einem Punkt Unterschied durch. Ein Straftritt von Leigh Halfpenny brachte die Lions zwar in der 62. Minute mit sechs Punkten in Führung, doch Adam Ashley-Cooper gelang in der 74. Minute der einzige Versuch der Partie, den Leali’ifano zum 16:15-Endstand erhöhen konnte. Mit einem weiteren Straftritt unmittelbar vor Spielende hätte Halfpenny den Lions den Sieg bescheren können, doch sein Schuss traf den Pfosten.
Vor dem letzten Test Match am 6. Juli in Sydney nahmen die Lions sechs Änderungen an ihrer Startaufstellung vor, da sowohl Sam Warburton als auch Paul O’Connell verletzt ausfielen. Im Vorfeld des Spiels war die Entscheidung der Lions-Trainer umstritten, den erfahrenen irischen Innendreiviertel Brian O’Driscoll zugunsten der Waliser Jamie Roberts und Jonathan Davies fallenzulassen. Insgesamt begannen die Lions die Partie mit zehn Walisern. Die australische Mannschaft blieb unverändert, mit Ausnahme von George Smith, der aus dem internationalen Ruhestand zurückkehrte und auf der linken Flanke spielte. Australien verlor beim Antritt den Ballbesitz, und Alex Corbisiero erzielte einen frühen Versuch für die Gäste. Die Lions bauten diesen Vorsprung durch mehrere Straftritte von Halfpenny aus. Auch sonst zeigten sie die Australier undiszipliniert und kassierten eine Zehn-Minuten-Zeitstrafe durch Ben Alexander. Doch vor und nach der Halbzeitpause kämpften sie sich wieder heran und lagen nur noch drei Punkte zurück. Mit drei Versuchen durch Jonathan Sexton, North und Roberts zogen die Lions in der zweiten Hälfte jedoch unaufhaltsam davon. Sie gewannen das Spiel überlegen mit 41:16 und entschieden die Test-Match-Serie mit zwei zu eins Siegen für sich.

## Spielplan
- Hintergrundfarbe grün = Sieg
- Hintergrundfarbe rot = Niederlage

(Test Matches sind grau unterlegt; Ergebnisse aus der Sicht der Lions)
| #  | Datum         | Gegner                   | Ort       | Stadion                 | Ergebnis |
| -- | ------------- | ------------------------ | --------- | ----------------------- | -------- |
| 01 | 01. Juni 2013 | Barbarians               | Hongkong  | Hong Kong Stadium       | 59:8     |
| 02 | 05. Juni 2013 | Western Force            | Perth     | Subiaco Oval            | 69:17    |
| 03 | 08. Juni 2013 | Queensland Reds          | Brisbane  | Suncorp Stadium         | 22:12    |
| 04 | 11. Juni 2013 | Combined Country         | Newcastle | Hunter Stadium          | 64:0     |
| 05 | 15. Juni 2013 | New South Wales Waratahs | Sydney    | Sydney Football Stadium | 47:17    |
| 06 | 18. Juni 2013 | Brumbies                 | Canberra  | Canberra Stadium        | 12:14    |
| 07 | 22. Juni 2013 | Australien               | Brisbane  | Suncorp Stadium         | 23:21    |
| 08 | 25. Juni 2013 | Melbourne Rebels         | Melbourne | AAMI Park               | 35:0     |
| 09 | 29. Juni 2013 | Australien               | Melbourne | Etihad Stadium          | 15:16    |
| 10 | 06. Juli 2013 | Australien               | Sydney    | ANZ Stadium             | 41:16    |

## Test Matches

### Erstes Test Match
| 22. Juni 2013 20:05 AEST | Australien | 21 : 23         | British and Irish Lions                                                                                           | Suncorp Stadium, Brisbane Zuschauer: 52.499 Schiedsrichter: Chris Pollock (Neuseeland) |
| 22. Juni 2013 20:05 AEST | Versuche: Folau (2) 12. erh., 34. n.erh. Erhöhungen: O’Connor (1/2) Straftritte: O’Connor (1/3) 51. Beale (2/4) 61., 68. | (12:13) Bericht | Versuche: North 25. erh. Cuthbert 48. erh. Erhöhungen: Halfpenny (2/2) Straftritte: Halfpenny (3/4) 23., 31., 65. | Suncorp Stadium, Brisbane Zuschauer: 52.499 Schiedsrichter: Chris Pollock (Neuseeland) |

| 15                 | Berrick Barnes        | 38.    |
| 14                 | Israel Folau          |        |
| 13                 | Adam Ashley-Cooper    | 76.    |
| 12                 | Christian Lealiʻifano | 1.     |
| 11                 | Digby Ioane           |        |
| 10                 | James O’Connor        |        |
| 09                 | Will Genia            |        |
| 08                 | Wycliff Palu          |        |
| 07                 | Michael Hooper        |        |
| 06                 | Ben Mowen             |        |
| 05                 | James Horwill         |        |
| 04                 | Kane Douglas          | 68.    |
| 03                 | Ben Alexander         | 57.    |
| 02                 | Stephen Moore         |        |
| 01                 | Benn Robinson         | 68.    |
| Auswechselspieler: |                       |        |
| 16                 | Saia Fainga’a         |        |
| 17                 | James Slipper         | 68.    |
| 18                 | Sekope Kepu           | 57.    |
| 19                 | Rob Simmons           | 68.    |
| 20                 | Liam Gill             | 46.    |
| 21                 | Nick Phipps           | 76.    |
| 22                 | Pat McCabe            | 1. 46. |
| 23                 | Kurtley Beale         | 38.    |
| Trainer:           |                       |        |
| Robbie Deans       |                       |        |

| 15                 | Leigh Halfpenny  |     |
| 14                 | Alex Cuthbert    |     |
| 13                 | Brian O’Driscoll |     |
| 12                 | Jonathan Davies  |     |
| 11                 | George North     |     |
| 10                 | Jonathan Sexton  |     |
| 09                 | Mike Phillips    | 62. |
| 08                 | Jamie Heaslip    |     |
| 07                 | Sam Warburton    |     |
| 06                 | Tom Croft        | 72. |
| 05                 | Paul O’Connell   |     |
| 04                 | Alun Wyn Jones   | 70. |
| 03                 | Adam Rhys Jones  | 51. |
| 02                 | Tom Youngs       | 64. |
| 01                 | Alex Corbisiero  | 51. |
| Auswechselspieler: |                  |     |
| 16                 | Richard Hibbard  | 64. |
| 17                 | Mako Vunipola    | 51. |
| 18                 | Dan Cole         | 51. |
| 19                 | Geoff Parling    | 70. |
| 20                 | Dan Lydiate      | 72. |
| 21                 | Ben Youngs       | 62. |
| 22                 | Owen Farrell     |     |
| 23                 | Sean Maitland    |     |
| Trainer:           |                  |     |
| Warren Gatland     |                  |     |

### Zweites Test Match
| 29. Juni 2013 20:05 AEST | Australien                                                                                                  | 16 : 15        | British and Irish Lions                             | Etihad Stadium, Melbourne Zuschauer: 56.771 Schiedsrichter: Craig Joubert (Südafrika) |
| 29. Juni 2013 20:05 AEST | Versuche: Ashley-Cooper 74. erh. Erhöhungen: Lealiʻifano (1/1) Straftritte: Leali’ifano (3/3) 16., 23., 36. | (9:12) Bericht | Straftritte: Halfpenny (5/7) 9., 27., 32., 39., 62. | Etihad Stadium, Melbourne Zuschauer: 56.771 Schiedsrichter: Craig Joubert (Südafrika) |

| 15                 | Berrick Barnes        |         |
| 14                 | Israel Folau          |         |
| 13                 | Adam Ashley-Cooper    |         |
| 12                 | Christian Lealiʻifano |         |
| 11                 | Joe Tomane            |         |
| 10                 | James O’Connor        |         |
| 09                 | Will Genia            |         |
| 08                 | Wycliff Palu          | 60.     |
| 07                 | Michael Hooper        |         |
| 06                 | Ben Mowen             |         |
| 05                 | James Horwill         |         |
| 04                 | Kane Douglas          | 53.     |
| 03                 | Ben Alexander         | 58.     |
| 02                 | Stephen Moore         |         |
| 01                 | Benn Robinson         | 60. 76. |
| Auswechselspieler: |                       |         |
| 16                 | Saia Fainga’a         |         |
| 17                 | James Slipper         | 60. 76. |
| 18                 | Sekope Kepu           | 58.     |
| 19                 | Rob Simmons           | 53.     |
| 20                 | Liam Gill             | 60.     |
| 21                 | Nick Phipps           |         |
| 22                 | Rob Horne             |         |
| 23                 | Jesse Mogg            |         |
| Trainer:           |                       |         |
| Robbie Deans       |                       |         |

| 15                 | Leigh Halfpenny  |     |
| 14                 | Tommy Bowe       |     |
| 13                 | Brian O’Driscoll |     |
| 12                 | Jonathan Davies  |     |
| 11                 | George North     |     |
| 10                 | Jonathan Sexton  |     |
| 09                 | Ben Youngs       | 53. |
| 08                 | Jamie Heaslip    | 62. |
| 07                 | Sam Warburton    | 66. |
| 06                 | Dan Lydiate      |     |
| 05                 | Geoff Parling    |     |
| 04                 | Alun Wyn Jones   |     |
| 03                 | Adam Rhys Jones  | 58. |
| 02                 | Tom Youngs       | 56. |
| 01                 | Mako Vunipola    |     |
| Auswechselspieler: |                  |     |
| 16                 | Richard Hibbard  | 56. |
| 17                 | Ryan Grant       |     |
| 18                 | Dan Cole         | 58. |
| 19                 | Tom Croft        | 66. |
| 20                 | Sean O’Brien     | 62. |
| 21                 | Conor Murray     | 53. |
| 22                 | Owen Farrell     |     |
| 23                 | Alex Cuthbert    |     |
| Trainer:           |                  |     |
| Warren Gatland     |                  |     |

### Drittes Test Match
| 6. Juli 2013 20:00 AEST | Australien                                                                                            | 16 : 41         | British and Irish Lions | ANZ Stadium, Sydney Zuschauer: 83.702 Schiedsrichter: Romain Poite (Frankreich) |
| 6. Juli 2013 20:00 AEST | Versuche: O’Connor 40. erh. Erhöhungen: Lealiʻifano (1/1) Straftritte: Leali’ifano (3/3) 8., 41., 45. | (10:19) Bericht | Versuche: Corbisiero 1. erh. Sexton 57. erh. North 64. n.erh. Roberts 67. erh. Erhöhungen: Halfpenny (3/4) Straftritte: Halfpenny (5/5) 7., 12., 15., 25., 51. | ANZ Stadium, Sydney Zuschauer: 83.702 Schiedsrichter: Romain Poite (Frankreich) |

| 15                 | Kurtley Beale         |                   |
| 14                 | Israel Folau          | 27.               |
| 13                 | Adam Ashley-Cooper    |                   |
| 12                 | Christian Lealiʻifano |                   |
| 11                 | Joe Tomane            |                   |
| 10                 | James O’Connor        |                   |
| 09                 | Will Genia            |                   |
| 08                 | Wycliff Palu          |                   |
| 07                 | George Smith          | 4. 9. 27. 35. 66. |
| 06                 | Ben Mowen             |                   |
| 05                 | James Horwill         |                   |
| 04                 | Kane Douglas          | 62.               |
| 03                 | Ben Alexander         | 24. bis 34.′ 35.  |
| 02                 | Stephen Moore         | 55. bis 63. 72.   |
| 01                 | Benn Robinson         | 66.               |
| Auswechselspieler: |                       |                   |
| 16                 | Saia Fainga’a         | 55. 63. 72.       |
| 17                 | James Slipper         | 66.               |
| 18                 | Sekope Kepu           | 27.               |
| 19                 | Rob Simmons           | 62.               |
| 20                 | Ben McCalman          | 60.               |
| 21                 | Hooper                | 4. 9. 66.         |
| 22                 | Nick Phipps           | 70.               |
| 23                 | Jesse Mogg            | 27.               |
| Trainer:           |                       |                   |
| Robbie Deans       |                       |                   |

| 15                 | Leigh Halfpenny |             |
| 14                 | Tommy Bowe      |             |
| 13                 | Jonathan Davies |             |
| 12                 | Jamie Roberts   | 69.         |
| 11                 | George North    |             |
| 10                 | Jonathan Sexton | 63.         |
| 09                 | Mike Phillips   | 51.         |
| 08                 | Taulupe Faletau | 55. bis 59. |
| 07                 | Sean O’Brien    | 59.         |
| 06                 | Dan Lydiate     |             |
| 05                 | Geoff Parling   | 67.         |
| 04                 | Alun Wyn Jones  |             |
| 03                 | Adam Rhys Jones | 55.         |
| 02                 | Richard Hibbard | 47.         |
| 01                 | Alex Corbisiero | 67.         |
| Auswechselspieler: |                 |             |
| 16                 | Tom Youngs      | 47.         |
| 17                 | Mako Vunipola   | 67.         |
| 18                 | Dan Cole        | 55.         |
| 19                 | Richie Gray     | 67.         |
| 20                 | Justin Tipuric  | 55.         |
| 21                 | Conor Murray    | 51.         |
| 22                 | Owen Farrell    | 63.         |
| 23                 | Manu Tuilagi    | 69.         |
| Trainer:           |                 |             |
| Warren Gatland     |                 |             |

## Kader

### Management
Andy Irvine löste Gerald Davies als Tourmanager ab, dieser wiederum übernahm den Vorsitz des Lions-Komitees. Obwohl Irvine ursprünglich erklärt hatte, dass es unwahrscheinlich sei, dass ein aktueller Trainer eines der vier Home Nations zum Trainer der Lions ernannt würde, bot er schließlich im September 2012 dem Neuseeländer Warren Gatland diesen Posten mit ausdrücklicher Unterstützung der Welsh Rugby Union an. Gatland versprach eine unparteiische Auswahl und sagte, er sei der Meinung, dass Graham Henry 2001 zu viele walisische Spieler ausgewählt habe, die nicht gut genug für die Tournee gewesen seien. Er unterzeichnete einen Zehnmonatsvertrag mit den Lions und nahm eine Auszeit als Trainer der walisischen Nationalmannschaft. Der Betreuerstab der Lions umfasste insgesamt 20 Personen.
- Tourmanager: Andy Irvine
- Cheftrainer: Warren Gatland
- Assistenztrainer: Andy Farrell, Rob Howley, Neil Jenkins, Graham Rowntree
- Kapitän: Sam Warburton

### Spieler
Irvine gab am 30. April 2013 einen ersten Kader von 37 Spielern bekannt, der 15 Waliser, 10 Engländer, neun Iren und drei Schotten umfasste. Der Waliser Sam Warburton wurde zum Kapitän ernannt; mit 24 Jahren war er der jüngste Spieler, der die Lions je anführte. Dylan Hartley war ursprünglich nominiert worden, wurde aber vor der Abreise aus dem Kader gestrichen, nachdem er wegen Beleidigung eines Schiedsrichters für elf Wochen gesperrt worden war. Rory Best ersetzte ihn noch am selben Tag, so dass der Kader, der am 27. Mai aufbrach, aus 15 Walisern, 10 Iren, neun Engländern und drei Schotten bestand.
Alex Corbisiero wurde nachträglich in den Kader berufen, um Cian Healy zu ersetzen, der sich im Spiel gegen die Western Force eine Bänderverletzung im Knöchel zugezogen hatte, während Ryan Grant den verletzten Gethin Jenkins ersetzte. Tommy Bowe brach sich gegen die Queensland Reds die Hand, an seine Stelle trat Simon Zebo. Die Engländer Brad Barritt, Christian Wade und Billy Twelvetrees wurden in den Kader berufen, um die Abwehr zu verstärken. Am 16. Juni traf Gatland eine überraschende Entscheidung und berief den ehemaligen walisischen Flügelspieler Shane Williams für das Spiel gegen die Brumbies ein. Williams, der in Japan Vereinsrugby spielte, sollte als Radiokommentator ohnehin nach Australien reisen und verstärkte den Kader für nur drei Tage.
Der irische Pfeiler Tom Court wurde am 23. Juni vor der Partie gegen die Melbourne Rebels einberufen, damit Mako Vunipola pausieren konnte. Corbisiero hatte sich im ersten Test Match an der Wade verletzt, so dass die Lions mit einem Mangel an Pfeilern zu kämpfen hatten. Court befand sich bereits in Australien und besuchte seine Geburtsstadt Brisbane. O’Connell und Warburton verletzten sich im ersten bzw. zweiten Test Match und konnten keine weiteren Spiele der Tour bestreiten. 
| Spieler           | Position         | Mannschaft                      |
| ----------------- | ---------------- | ------------------------------- |
| Conor Murray      | Gedrängehalb     | Munster Rugby                   |
| Mike Phillips     | Gedrängehalb     | Aviron Bayonnais                |
| Ben Youngs        | Gedrängehalb     | Leicester Tigers                |
| Owen Farrell      | Verbinder        | Saracens                        |
| Jonathan Sexton   | Verbinder        | Leinster Rugby                  |
| Brad Barritt      | Innendreiviertel | Saracens                        |
| Jonathan Davies   | Innendreiviertel | Scarlets                        |
| Brian O’Driscoll  | Innendreiviertel | Leinster Rugby                  |
| Jamie Roberts     | Innendreiviertel | Cardiff Blues                   |
| Manu Tuilagi      | Innendreiviertel | Leicester Tigers                |
| Billy Twelvetrees | Innendreiviertel | Gloucester Rugby                |
| Tommy Bowe        | Außendreiviertel | Ulster Rugby                    |
| Alex Cuthbert     | Außendreiviertel | Cardiff Blues                   |
| Christian Wade    | Außendreiviertel | London Wasps                    |
| Sean Maitland     | Außendreiviertel | Glasgow Warriors                |
| George North      | Außendreiviertel | Scarlets                        |
| Shane Williams    | Außendreiviertel | Mitsubishi Sagamihara DynaBoars |
| Simon Zebo        | Außendreiviertel | Munster Rugby                   |
| Leigh Halfpenny   | Schlussmann      | Cardiff Blues                   |
| Stuart Hogg       | Schlussmann      | Glasgow Warriors                |
| Rob Kearney       | Schlussmann      | Leinster Rugby                  |

| Spieler         | Position             | Mannschaft            |
| --------------- | -------------------- | --------------------- |
| Rory Best       | Hakler               | Ulster Rugby          |
| Richard Hibbard | Hakler               | Ospreys               |
| Tom Youngs      | Hakler               | Leicester Tigers      |
| Dan Cole        | Pfeiler              | Leicester Tigers      |
| Alex Corbisiero | Pfeiler              | London Irish          |
| Tom Court       | Pfeiler              | Ulster Rugby          |
| Ryan Grant      | Pfeiler              | Glasgow Warriors      |
| Cian Healy      | Pfeiler              | Leinster Rugby        |
| Gethin Jenkins  | Pfeiler              | RC Toulon             |
| Adam Rhys Jones | Pfeiler              | Ospreys               |
| Matt Stevens    | Pfeiler              | Saracens              |
| Mako Vunipola   | Pfeiler              | Saracens              |
| Ian Evans       | Zweite-Reihe-Stürmer | Ospreys               |
| Richie Gray     | Zweite-Reihe-Stürmer | vereinslos            |
| Alun Wyn Jones  | Zweite-Reihe-Stürmer | Ospreys               |
| Paul O’Connell  | Zweite-Reihe-Stürmer | Munster Rugby         |
| Geoff Parling   | Zweite-Reihe-Stürmer | Leicester Tigers      |
| Tom Croft       | Flügelstürmer        | Leicester Tigers      |
| Dan Lydiate     | Flügelstürmer        | Newport Gwent Dragons |
| Sean O’Brien    | Flügelstürmer        | Leinster Rugby        |
| Justin Tipuric  | Flügelstürmer        | Ospreys               |
| Sam Warburton   | Flügelstürmer        | Cardiff Blues         |
| Taulupe Faletau | Nummer Acht          | Newport Gwent Dragons |
| Jamie Heaslip   | Nummer Acht          | Leinster Rugby        |